# Halistylus pupoides
Halistylus pupoides är en snäckart som först beskrevs av Carpenter 1864.  Halistylus pupoides ingår i släktet Halistylus och familjen pärlemorsnäckor. Inga underarter finns listade i Catalogue of Life.